# Jesselyn Radack
Vous lisez un « bon article » labellisé en 2019.
Œuvres principales
Traitor: The Whistleblower and the "American Taliban"
Jesselyn Radack, née le 12 décembre 1970 à Washington, est une avocate américaine œuvrant à la défense des droits de l'homme. Elle est essentiellement connue pour avoir représenté des lanceurs d'alerte, des journalistes et des hacktivistes. Elle a défendu des personnes qui suscitent le plus souvent de vives polémiques aux États-Unis, dont Thomas Drake et Edward Snowden, deux lanceurs d'alerte qui ont chacun révélé les agissements illégaux de la National Security Agency.
Après ses études en droit à l'université Brown et à la Yale Law School, Radack est reçue dans trois disciplines. Elle commence sa carrière d'avocate au département de la Justice des États-Unis (DoJ). Alors qu'elle y travaille, elle accuse le Federal Bureau of Investigation (FBI) d'avoir commis une violation éthique en interrogeant John Walker Lindh (surnommé « The American Taliban ») en absence d'un avocat et elle prétend que le DoJ a tenté de supprimer les documents prouvant cette violation. Elle perd son emploi et est accusée de déloyauté envers le DoJ, ce qui nuit sévèrement à sa carrière d'avocate.
Par la suite, elle dirige une section du Government Accountability Project, organisme qui défend notamment des lanceurs d'alerte. Le Centre Woodrow Wilson l'accueille à titre de visiting fellow de 2014 à 2016. Radack rapporte ses expériences professionnelles dans l'ouvrage Traitor: The Whistleblower and the "American Taliban" et le documentaire Silenced. Elle rédige également des articles pour les quotidiens The New York Times, Los Angeles Times, The Washington Post, The Guardian, The Nation et plusieurs périodiques de droit. Elle apparaît dans des émissions télévisées diffusées par NPR, PBS, CNN et BBC. Elle est récipiendaire du Sam Adams Award for Integrity in Intelligence (2009), du Hugh M. Hefner First Amendment Award (2012) et d'autres prix soulignant sa défense des droits de l'homme.

## Biographie

### Premières années
Jesselyn Radack naît le 12 décembre 1970 à Washington. Elle suit une formation en droit à l'université Brown. Elle est reçue en 1992 en civilisation américaine, études sur les femmes (women's studies) et science politique, avec mention dans les trois disciplines. Depuis 1983, année où l'université Brown commence à noter systématiquement les résultats inhabituels de ses étudiants, seule une autre personne a reçu une mention dans trois disciplines à la fois.
Après avoir complété sa formation à la Yale Law School, elle est embauchée au Attorney General's Honors Program du département de la Justice des États-Unis (DoJ) où elle travaille, de 1995 à 1999, sur les litiges constitutionnels portant sur la responsabilité délictuelle. Ensuite, de 1999 à 2002, elle continue de travailler pour le DoJ, mais au Professional Responsibility Advisory Office (PRAO).

### John Walker Lindh

#### Premières enquêtes

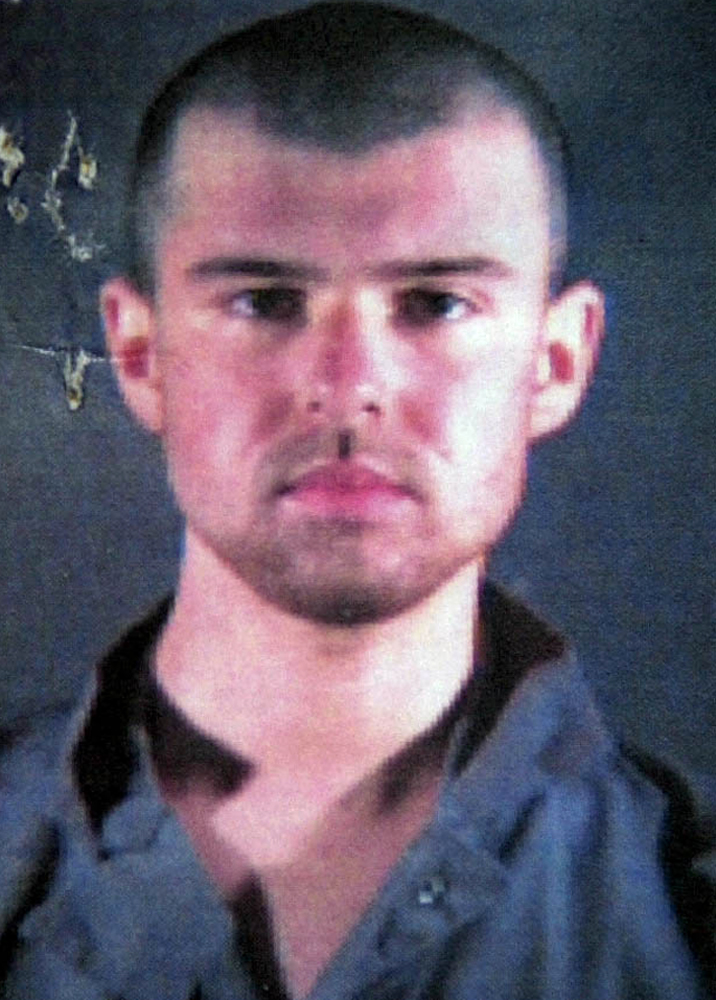
John Walker Lindh en 2002, photographié pendant sa détention.

Le 7 décembre 2001, Radack reçoit une requête de la part du procureur au contreterrorisme John DePue sur l'aspect éthique de l'interrogatoire de John Walker Lindh, ce dernier étant interrogé en l'absence d'un avocat. DePue indique que le père de Lindh a demandé l'aide d'un conseiller juridique avant que l'interrogatoire ne commence. Radack répond que la loi interdit alors un interrogatoire sans la présence d'un avocat.
En effet, une personne représentée par un avocat ne peut être approchée par un membre du DoJ, dont le Federal Bureau of Investigation (FBI) fait partie, sans l'autorisation explicite de son avocat. Selon Radack, son avis est alors soutenu par Claudia Flynn, la directrice du PRAO, et Joan Goldfrank, une avocate senior du PRAO. Le FBI continue quand même d'interroger Lindh en l'absence de son avocat. DePue informe Radack le 10 du même mois que l'interrogatoire se poursuit, ce à quoi elle répond : « l'interrogatoire pourrait être mis sous scellé ou seulement utilisé au nom de la sécurité nationale ; il me manque encore des informations pour cette recommandation ».
Radack poursuit ses recherches à ce sujet jusqu'au 20 décembre 2001, quand Claudia Flynn lui ordonne de cesser de suivre l'affaire parce qu'un agent du FBI a informé Lindh de ses droits Miranda. Plus tard, il est révélé que l'agent, lorsqu'il aurait lu le passage sur le droit de faire appel à un avocat, aurait dit : « Naturellement, aucun avocat n'est présent ».

#### Déclarations du gouvernement américain sur les droits de Lindh
Cinq semaines après l'interrogatoire, le 15 janvier 2002, le procureur général des États-Unis John Ashcroft déclare qu'une plainte au pénal sera déposée contre Lindh et mentionne : « Le sujet est en droit de choisir son propre avocat, mais selon nos connaissances il n'a pas encore choisi d'avocat »,. Le 5 février 2002, Ashcroft déclare que Lindh est mis en accusation, indiquant que ses droits légaux « ont été rigoureusement et scrupuleusement respectés »,.
Début 2004, lors d'un interview, Radack explique qu'elle est en désaccord avec la position d'Ashcroft tout en admettant que c'est logique ; en effet, Lindh n'a pas choisi d'avocat, il n'est donc pas représenté par un avocat. Néanmoins, elle est troublée par le traitement éthique de Lindh. Dans Moran v. Burbine (1986), la Cour suprême des États-Unis statue que la police était dans son droit de ne pas avertir un suspect (qui avait renoncé à ses droits Miranda) puisque sa sœur avait retenu les services d'un conseiller judiciaire pour l'aider, mais la cour rappelle aussi que la police avait manqué d'éthique, ce qui aurait pu donner lieu à une violation des droits en d'autres circonstances.
Début 2005, Radack se rappelle que sa réaction aux propos d'Ashcroft a été plus vive : « Je savais que c'était faux »,.

### Rendement insuffisant
Le 4 février 2002, un jour avant l'annonce de la mise en accusation de Lindh, Flynn complète une évaluation de rendement dans lequel elle conclut à un rendement médiocre (blistering) de Radack, même si cette dernière a reçu une augmentation salariale à la suite d'une bonne performance l'année précédente. L'évaluation porte sur la période du 27 décembre 2001 au 30 septembre 2002, deux mois avant l'enquête sur Lindh (et donc exclut chronologiquement ce dossier), mais critique son jugement professionnel dans ce dossier et d'autres tâches,. Flynn informe Radack de cette évaluation et explique qu'elle le signera et le versera dans son profil professionnel si Radack ne démissionne pas. Elle préfère quitter, ayant planifié de poursuivre sa carrière au privé,. Elle trouve rapidement un emploi dans une firme privée, mais est renvoyée en novembre 2002 après avoir refusé de signer un affidavit où elle aurait admis ne pas avoir fuité de courriels du gouvernement.

### Courriels manquants
Le 7 mars 2002, alors que Radack travaille toujours au PRAO, le procureur en chef chargé du dossier de Lindh, Randy Bellows, indique à Radack qu'un ordre de la cour exige tous les documents du DoJ sur l'interrogatoire de Lindh. Il indique qu'il a une copie de deux messages de Radack et veut s'assurer qu'il les détient tous.
Radack s'aperçoit immédiatement qu'elle n'a jamais été informée, de façon délibérée, de l'ordre de la cour. Elle avait rédigé plus d'une douzaine de courriels sur le dossier et aucun des courriels dont Bellows a copie ne montre ses inquiétudes sur le manque d'éthique du FBI et que les aveux de Lindh, qui constituent le pilier sur lequel s'appuierait l'accusation, pourraient être mis sous scellé. Radack vérifie alors les copies stockées sur les serveurs du DoJ et affirme que le dossier a été falsifié de façon à ne comprendre que trois de ses courriels, les enregistrements officiels indiquant que seuls ces trois courriels ont été transmis aux procureurs de Lindh, mais elle ignore lesquels ont été transmis à la cour par le DoJ parce que les ordres de la cour sont classés secret,. Radack demande à un collègue de vérifier le dossier électronique ; il confirme qu'il a été « purgé » (purged).
Avec l'aide des services d'assistance, Radack peut recopier 14 courriels des archives de son ordinateur, qu'elle transmet accompagné d'un mémorandum de couverture (cover memorandum). À la question de Flynn sur les raisons qui justifient les courriels manquants, Radack ne peut qu'exprimer son ignorance. Dans le but de prévenir à nouveau la perte des courriels, Radack en emporte une copie à la maison.
Il est également impossible de connaître les courriels que le DoJ a remis à la cour, tout comme la date de transmission, puisque la cour les a mis sous scellé. En mars 2003, la journaliste américaine Jane Mayer, du New Yorker, rapporte qu'une « liste officielle créée par la poursuite confirme que le département de la Justice n'a remis les courriels les plus sensibles de Radack, où elle a questionné la validité des aveux de Lindh, qu'à la suite d'une confrontation avec Flynn »,.
Le 31 décembre 2003, Radack dépose une requête auprès de la cour pour qu'elle nomme un procureur chargé d'enquêter sur la prétendue suppression de courriels. Le gouvernement réplique qu'il a remis les courriels à la cour dès que celle-ci en a fait la demande, c'est-à-dire le 1er mars 2002. La description des 24 documents (probablement avec des doubles) remis à la cour correspondent aux courriels de Radack, y compris celui qui indique que l'interrogatoire de Lindh n'a pas été autorisé par la loi. DePue, qui a reçu les courriels, détient aussi des copies et déclare qu'ils ont été soumis à la cour. Le juge rejette la requête de Radack, la qualifiant d'« impertinente ».
En 2004, Radack poursuit le gouvernement fédéral des États-Unis. La même année, la cour découvre que « bien que Flynn a informé Radack qu'elle enverrait les courriels à Bellows, Radack maintient qu'elle croyait sincèrement que ce n'était jamais arrivé… Radack était dans l'erreur, puisque parmi les informations soumises à la Virginia District Court le 1er mars 2002 et le 11 mars 2002, Bellows a remis plus de trente-cinq documents du PRAO, y compris les quatorze courriels, ex parte et sous scellé, pour une étude in camera »,.

### Révélation des courriels àNewsweek
Radack démissionne du DoJ le 5 avril 2002. En juin, elle écoute une émission de la NPR où quelqu'un mentionne que le DoJ affirme n'avoir jamais indiqué que Lindh était dans son droit de rechercher un conseil juridique pendant son interrogatoire. Plus tard, elle écrit : « J'étais convaincue que le DoJ n'avait pas encore soumis ces courriels à la cour parce que je ne croyais pas que le DoJ serait suffisamment téméraire pour faire des déclarations qui contrediraient ses documents remis à la cour, même s'ils l'étaient in camera »,. Elle écrit que « la révélation de mes courriels serait plus conforme avec l'ordre de découverte du tribunal tout en exposant la gestion déficiente et l'abus d'autorité de mes supérieurs au département de la Justice »,. Après avoir écouté l'émission, elle envoie les courriels à Michael Isikoff, journaliste du Newsweek qui a été interviewé par NPR dans le cadre de l'émission. Il rédige par la suite un article sur les courriels de Radack, qui est publié le 15 juillet 2002 dans le Web.
Radack n'a pas remis les documents à la cour ou aux procureurs dès qu'elle en a eu copie, parce que Flynn l'a intimidée en exigeant qu'elle laisse tomber l'affaire. Plus tard, ne travaillant plus pour le gouvernement, elle explique : « Je ne pouvais me présenter devant la cour parce que les avocats du DoJ plaideraient (comme ils l'ont fait lorsque j'ai tenté de raconter mon histoire devant la cour) que je suis inapte. Je ne pouvais rencontrer un membre du Congrès parce que, en tant que citoyenne du district de Columbia, je n'étais représentée par aucun élu. Ce que je pouvais faire, c'était révéler mon histoire à la presse — une voie judiciairement valable pour exposer des malversations selon le Whistleblower Protection Act de 1989, qui protège les employés du gouvernement fédéral qui dénoncent ce qu'ils croient raisonnablement une violation de n'importe quelle loi, règle ou règlement, une mauvaise gestion ou un abus d'autorité »,.
Radack a conclu que ses courriels constituent la position officielle du DoJ. Des représentants du DoJ nient cependant que c'est le cas. Michael Chertoff, chef de la division criminelle chargée de démontrer la culpabilité de Lindh, juge que les courriels ne constituent qu'une étape préliminaire dans le développement de la position du PRAO.
Radack et quelques observateurs de l'affaire croient que la révélation des courriels aurait fait pencher la balance en faveur d'un plaidoyer de culpabilité qui sert plus tard de base à une condamnation de 20 ans de prison contre Lindh plutôt qu'à une ou plusieurs peines de prison à vie. L'entente est signée le 15 juillet 2002, un mois après la publication en ligne de l'article du Newsweek et seulement quelques heures avant le début de l'audience sur les recours visant à supprimer les interrogatoires de Lindh. Selon les avocats de Lindh, la poursuite les aurait approchés pour un plaidoyer de culpabilité au début de juin. Le raisonnement de la défense est différent de Radack ; elle n'a pas fait valoir que Lindh n'était pas représenté par un avocat à l'époque. À cause du plaidoyer de culpabilité, la cour n'étudie pas les questions judiciaires sur les interrogatoires.

### Procédures du DoJ contre Radack
Le 19 juin 2002, la cour chargée d'étudier le dossier de Lindh ordonne au DoJ de déposer un plaidoyer « pour déterminer si un document protégé par la cour a été divulgué par n'importe quelle personne assujettie aux ordres de cette cour »,. Aucune accusation criminelle n'est explicitement mentionnée, mais il est probable qu'elle aurait été accusée d'avoir apporté des documents chez elle avant sa démission du PRAO. Radack affirme qu'un employé du DoJ, de l'Office of the Inspector General (OIG), a mentionné à son nouvel employeur et à ses nouveaux collègues qu'elle est sous enquête criminelle.
Radack croit que l'agent de l'OIG a poussé son employeur à la renvoyer. Même si la firme appuie Radack au début, elle change d'avis lorsqu'elle obtient les enregistrements téléphoniques entre Isikoff, du Newsweek, et les bureaux du DoJ où ils discutent de la fuite des courriels, Radack semblant la coupable. Un partenaire de la firme (et donc l'un des patrons), principalement concerné par les émetteurs obligataires du gouvernement, lui dit que la firme ne peut maintenir en poste une ancienne avocate du gouvernement qui aurait rompu le lien de confiance avec son employeur même si son client est en faute. Lorsqu'elle refuse de signer une déclaration qu'elle n'a pas fuité les courriels, elle a été suspendue avec paie puis sans paie. Selon Radack, quand elle a été éligible aux revenus d'appoint en tant que chômeuse, son ancien employeur aurait été soutenu par le DoJ lorsqu'il aurait refusé de verser l'argent des paiements en alléguant l'inconduite et l'insubordination de Radack. Elle conteste la décision et obtient gain de cause.
On ignore comment son ex-employeur a obtenu les enregistrements téléphoniques entre Radack et Isikoff. La firme aurait pu les obtenir de la société téléphonique car elle connaissait les appels de Radack. Puisqu'Isikoff a appelé le DoJ, ce dernier a noté ces appels et aurait pu transmettre les enregistrements à la firme,.
La cour chargée d'étudier le dossier de Lindh émet un verdict le 6 novembre 2002 ; elle conclut que les révélations de Radack n'ont violé aucun ordre de la cour. Radack affirme n'avoir pu en prendre connaissance que deux ans plus tard,.
Le 11 septembre 2003, le DoJ notifie Radack que l'enquête criminelle est close. Le 31 octobre de la même année, l’Office of Professional Responsibility (OPR) envoie des lettres aux barreaux de deux juridictions où elle peut poursuivre ses activités en indiquant qu'elle a peut-être violé l'éthique professionnelle. Elle a en effet révélé des documents officiellement sous la responsabilité du DoJ. Radack a invoqué le Whistleblower Protection Act (WPA), qui comprend une base juridique pouvant s'appliquer à la relation client-avocat. Le DoJ a répliqué que Radack n'était plus à son emploi et a donc agi à titre privé, ce que ne couvre pas le WPA.
Radack a comparé la façon dont elle a été traitée par le DoJ et la façon dont les avocats du DoJ ont rédigé les mémos supportant légalement la torture par l'eau et les autres méthodes d'interrogation controversées qui ont été utilisées en Afghanistan et ailleurs.
Elle croit que l'enquête sur la disparition des courriels n'a jamais été menée avec rigueur ; sa conclusion s'appuie en partie sur le fait qu'elle n'a jamais été questionnée à ce sujet. Elle affirme que l'OIG a informé son avocat qu'il avait analysé ses allégations et qu'il ne poursuivrait pas l'enquête.
L'enquête criminelle et l'accusation de violation de l'éthique auraient empêché Radack, selon ses dires, de poursuivre sa carrière d'avocate pendant plusieurs années,,. C'est seulement en 2011 que le barreau du District de Columbia rejette l'accusation de violation d'éthique.
Radack affirme en 2012 que son nom se trouve sur la No Fly List depuis 2003 (toute personne inscrite sur cette liste est interdite d'embarquer à bord d'un avion décollant ou atterrissant aux États-Unis). Elle soutient avoir été soumise au moins 19 fois à un surplus d'inspection lorsqu'elle a voulu embarquer à bord d'un avion ; une société de transport aérien lui aurait révélé que son nom est inscrit sur la No Fly List. [Radack confond la No Fly List et la Secondary Security Screening Selection (SSSS), qui n'interdit pas d'embarquer à bord d'un avion si l'on se soumet à une inspection supplémentaire.] Elle croit que son nom a été retiré de la liste après avoir déposé une plainte à la fois auprès de l'ombudsman de la Transportation Security Administration et de l'ACLU.
Radack clame qu'un ou plusieurs cadres du DoJ l'a noircie (smeared) en déclarant aux médias qu'elle est une « traître » (traitor), une « renégate » (turncoat) et « soutien de terroristes » (terrorist sympathizer),,
dans le but de « m'aliéner tous mes voisins, tous mes amis »,,,. Cependant, une recherche par Google ne donne qu'un article du New York Times publié en 2003 par le journaliste Eric Lichtblau, qui écrit : « Les représentants du gouvernement soupçonnent [Radack] d'être une rénégate », sans indiquer si les mots sont de Radack ou des représentants,.
En 2008, elle sous-entend qu'elle est soumise à une obligation de silence : « Je ne peux vous parler de certaines choses et je ne peux rien dire de plus »,.

### Enquête du sénateur Edward Kennedy

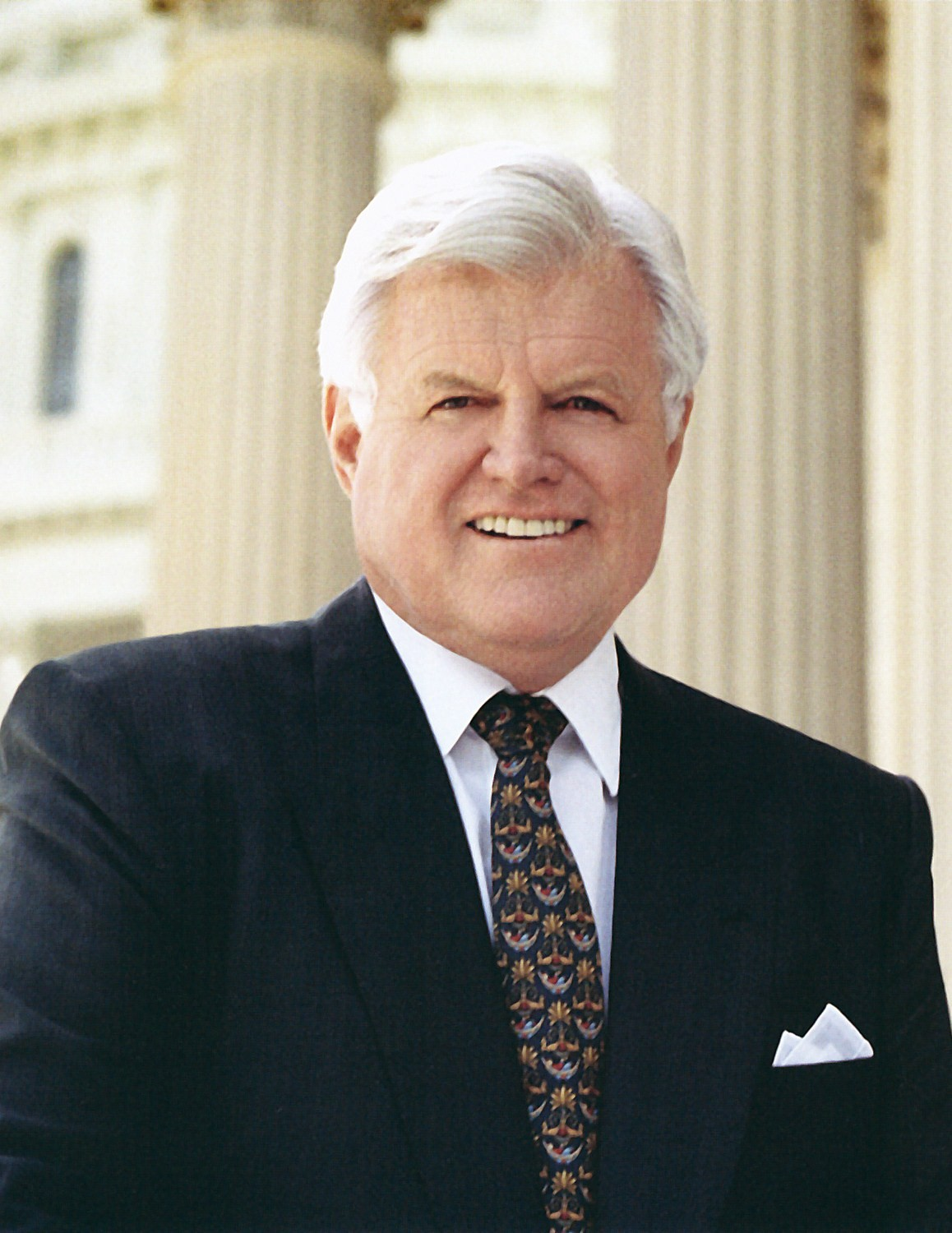
Le sénateur américain Edward Kennedy.

En mars 2003, le sénateur américain Edward Kennedy soumet des questions sur Radack à John Ashcroft, le procureur général des États-Unis. Le 7 mai, toujours sans réponse, Kennedy insiste auprès de Michael Chertoff, responsable de la division criminelle chargée de poursuivre Lindh et qui se fait questionner par un comité judiciaire du Sénat des États-Unis en tant que candidat au poste de juge à la cour de circuit,.
Chertoff répond que Lindh ne pouvait pas être représenté par un avocat qu'il n'avait pas choisi et il nie que le PRAO a été consulté sur le dossier de Lindh. Ses réponses ne satisfont pas Kennedy, qui poursuit avec des questions écrites. Kennedy, jugeant que les réponses de Chertoff sont « non recevables, évasives et super-techniques », demande et obtient un délai d'une semaine avant que le comité ne vote sur la candidature de Chertoff. Il est plus satisfait des réponses à une deuxième série de questions, mais éprouve un sentiment de confusion quand il apprend que Chertoff reconnaît qu'il a appris, après l'interrogatoire de Lindh, qu'un avocat de sa division, DePue, avait consulté le PRAO. Il avoue implicitement que DePue n'a pas agi pour le compte des procureurs de Lindh et qu'il n'a pas participé aux décisions dans ce dossier,. En 2005, le journal The New York Times rapporte que DePue a échangé fréquemment sur l'interrogatoire de Lindh avec d'autres avocats de la division criminelle. DePue a mentionné que les responsables de cette division, dont assurément Chertoff selon de DePue, ont été troublés qu'il demande un avis au PRAO.
Kennedy pose aussi des questions sur Radack. Chertoff nie savoir quoi que ce soit à ce sujet,. Après avoir rencontré Chertoff, Kennedy annonce son appui tout en ajoutant qu'« il demeurait préoccupé par la situation de Mme Radack. Selon les rapports de la presse — que le DoJ n'a jamais officiellement nié par voie de communiqué —, Mme Radack avait été renvoyée pour avoir émis un avis judiciaire sur l'éthique et les libertés civiles, avis que les haut responsables du DoJ refusaient d'approuver »,. (en janvier 2005, The New York Times rapporte que les fonctionnaires du DoJ ont contesté cette affirmation.) En mai 2003, le comité judiciaire vote 13 voix à 0 en faveur de la nomination de Chertoff, ce qui permet de soumettre sa candidature auprès du Sénat des États-Unis, qui approuve le 9 juin par 88 voix contre 1.

### Après le DoJ
De 2005 à 2007, Radack participe au comité sur l'éthique judiciaire du barreau de Washington. De 2006 à 2008, elle représente des entrepreneurs gouvernementaux qui ont lancé des alertes sur les fraudes pendant la reconstruction de l'Irak après la guerre d'Irak de 2003. Depuis 2008, elle dirige la section National Security & Human Rights du Government Accountability Project, un organisme qui milite pour et défend les lanceurs d'alerte. Elle est l'une des avocates qui représente Thomas Drake en 2011, lequel a révélé des activités illégales de la National Security Agency ; c'est grâce à ces efforts qu'elle reçoit le Sam Adams Award de 2011,. Ensemble, ils reçoivent le Hugh M. Hefner First Amendment Award de 2012. Elle défend le lanceur d'alerte Brandon Bryant à partir de 2015. En 2014, elle défend le lanceur d'alerte Edward Snowden.
Elle a été publiée par The New York Times, Wall Street Journal, Los Angeles Times, The Washington Post, The Guardian,, The Nation, Salon.com ; plusieurs périodiques de droit publient des textes de Radack. Elle tient un blogue sur Daily Kos de février 2007 à août 2015.
Le Centre Woodrow Wilson l'accueille à titre de visiting fellow de 2014 à 2016.

## Dans la culture
Le documentaire Silenced, sorti en 2014, met en vedette Radack,. Ce film de James Spione, réalisateur d'un documentaire nommé à un oscar du cinéma, se penche sur les réactions de plus en plus draconiennes du gouvernement fédéral américain contre les lanceurs d'alerte qui révèlent des violations de la Constitution des États-Unis et des lois sur le terrorisme. Le film détaille les épreuves éreintantes auxquelles ont été soumis trois lanceurs d'alerte : Jesselyn Radack, John Kiriakou et Thomas Drake. Selon le documentaire, ils ont fait preuve d'intégrité, d'honnêteté, de courage et de loyauté envers leur pays lorsqu'ils ont révélé des crimes pour lesquels ils auraient dû être protégés en vertu de la Whistleblower Protection Act. Dans les faits, plusieurs fonctionnaires fédéraux ont rejeté leurs accusations au motif qu'elles n'avaient aucune valeur légale et ont plutôt penché pour un acte de trahison sans vérifier s'ils avaient une base légale pour porter ce jugement. Silenced a été présenté en sélection officielle de plusieurs festivals de cinéma ; il a obtenu plusieurs prix lors de ces festivals.
Jesselyn Radack apparaît également dans la bande dessinée Culottées 2 — Des femmes qui ne font que ce qu'elles veulent.